# Die fünf Fragen
Die fünf Fragen ist ein Märchen (AaTh 461). Es steht in Johann Wilhelm Wolfs Deutsche Hausmärchen an Stelle 18.

## Inhalt
Eines Hirten einziger Sohn ist faul und geht lieber betteln. Ein Kaufmann in der Stadt lässt ihn lernen. Als er dessen Tochter liebt, soll er gehen, sie verloben sich heimlich. Er kommt zu einem König, dessen Baum keine goldenen Früchte mehr trägt, einem weiteren ist der Brunnen mit Goldperlen versiegt, dem dritten wurde die jüngste Tochter gestohlen. Ein Wache stehender Riese und eine alte Fährfrau warten seit 1000 Jahren auf Ablöse. Eine schöne Frau in einem Waldhaus fürchtet um sein Leben, denn sie dient einem Menschenfresser, den sie für ihn aushorcht: Unter dem Baum ist ein Kind begraben, im Brunnen sitzt eine Kröte und die gestohlene Tochter ist sie selbst. Der Riese soll sein Gewehr, die Fährfrau das Ruder einfach dem nächsten Passanten geben. Er flieht mit der Königstochter. Die Könige beladen ihn mit Gold. Er kommt grade heim, ehe seine Geliebte einen anderen heiraten muss. Der Kaufmann und seine Frau ziehen vor Gier auch los, werden bei den Königen abgewiesen und übernehmen unfreiwillig den Dienst des Riesen und der Fährfrau.

## Herkunft
Der Titel Die fünf Fragen ist bei Wolf nicht mit einem Sternchen (*) versehen, was laut seiner Vorrede anzeigt, dass er selbst den Text ausarbeitete. Vgl. Wolfs Der Jüngling im Feuer und die drei goldnen Federn, Grimms Der Teufel mit den drei goldenen Haaren.